# 121022 Galliano
121022 Galliano è un asteroide della fascia principale. Scoperto nel 1999, presenta un'orbita caratterizzata da un semiasse maggiore pari a 2,3896561 au e da un'eccentricità di 0,1322883, inclinata di 3,27526° rispetto all'eclittica.
L'asteroide è dedicato a Richard Galliano, fisarmonicista francese.